# 150 PO 6001 à 6070

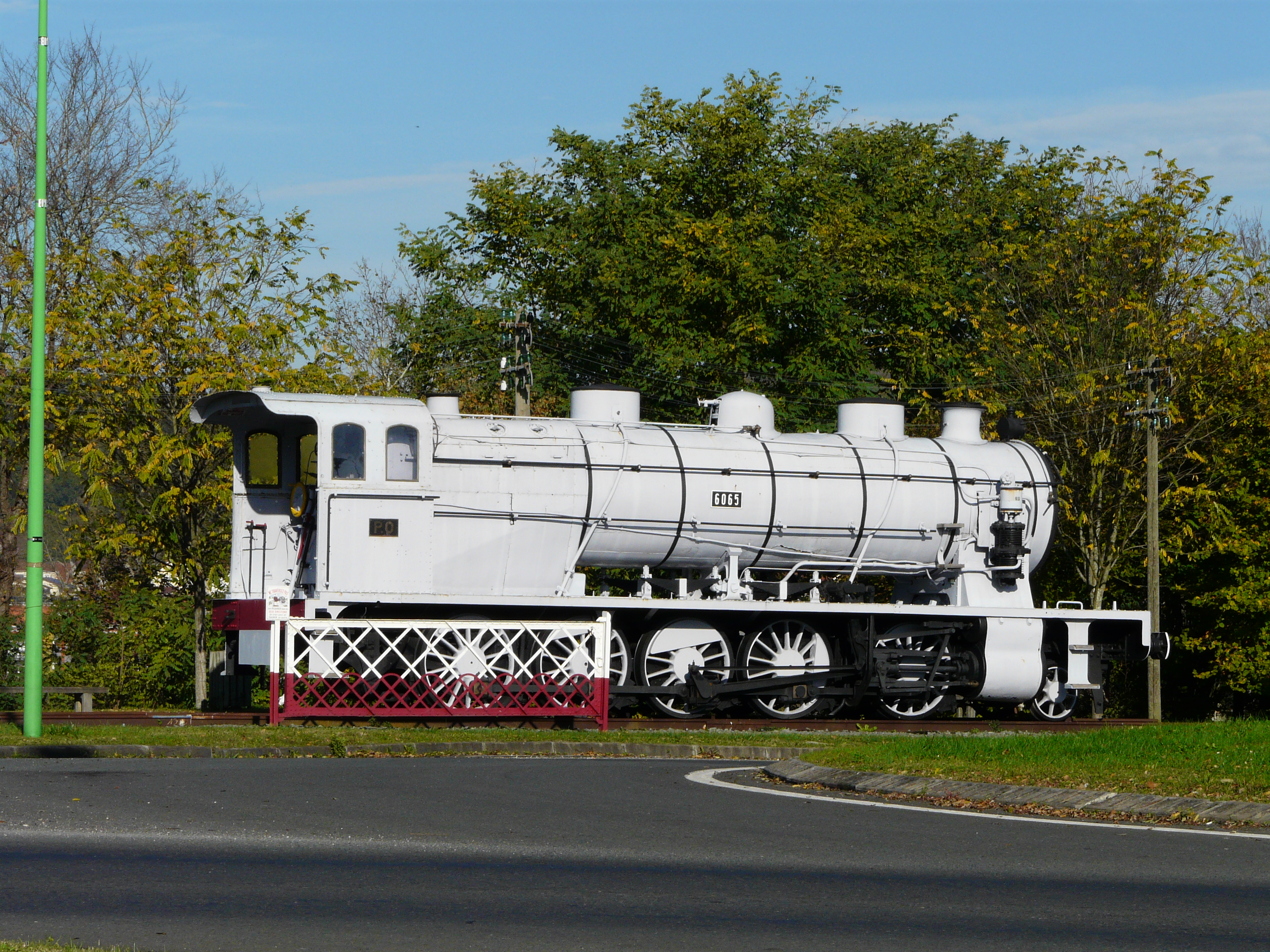
La 6065 au rond-point de Mériller.

Les Decapod numéros 6001 à 6070 sont des locomotives à vapeur construites pour la Compagnie du chemin de fer de Paris à Orléans en trois lots :
- les 6001 à 6030 par la SACM à Graffenstaden de 1909 à 1910 ;
- les 6031 à 6050 par la société Fives-Lille en 1912 ;
- les 6051 à 6070 par la Société franco-belge de 1912 à 1913.

Elles furent étudiées sous la direction de M. Émile Solacroup, alors ingénieur en chef du service MT de la Compagnie, en s'inspiraient des 231 PO 4501 à 4600 (futures : 4-231 A 501 à 600).
Elles furent renumérotées 4-150 A 1 à 70 par la SNCF.

## Description
Ces Decapod disposaient d'un moteur à quatre cylindres compound du type « Du Bousquet De Glehn » avec les deux HP intérieurs et les deux BP extérieurs et la distribution était du type « Walschaerts ». Le foyer était un foyer « Belpaire ». L'échappement était à cône mobile du type « Nord » puis fut remplacé par un à trèfle.

## Genèse
En 1909, mis à part plusieurs séries de locomotives de disposition 130 (Mogul), construites neuves ou réalisées par transformation, la Compagnie du chemin de fer de Paris à Orléans disposait d'un seul modèle moderne de grande puissance : les 140 PO 5001 à 5152. Ces locomotives donnaient satisfaction mais se montraient rapidement dépassées par la croissance du trafic et leur puissance était un peu juste sur les lignes du Massif central.
Au même moment, pour remplacer des locomotives de disposition 220, Ten Wheel et Atlantic en tête des trains de voyageurs les plus importants sur les lignes principales, le service « Matériel et Traction » du Paris-Orléans mettait au point deux séries de Pacific :
- les 231 PO 4501 à 4600, livrées à partir de 1907, destinées aux lignes accidentées ;
- les 231 PO 3501 à 3589, de 1909 destinées aux vitesses très élevées sur les lignes à profil facile.

Les nouvelles venues se caractérisaient par leur châssis de plus grandes dimensions, supportant une plus grande chaudière et des cylindres agrandis. C'est tout naturellement qu'elles servirent d'inspiration pour un nouveau modèle de locomotives pour trains de marchandises à cinq essieux moteurs.

## Utilisation et services
Les premières machines furent affectées aux dépôts de Tours et d'Angoulême pour la remorque de trains de marchandises devant lesquels elles s'illustrèrent allant jusqu'à remorquer des trains tarant 1 200 t. La Compagnie du chemin de fer de Paris à Orléans se montrant fière de ces locomotives décida de montrer la 6021 à l'Exposition internationale de Bruxelles de 1910 avant que celle-ci ne participe à des essais poussés entre Montluçon et Eygurande.
Ces essais motivèrent par la suite l'affectation de la série dans les dépôts du Massif central et démontrèrent quelques défauts :
- insuffisance de rigidité du châssis ;
- insuffisance du rappel du bissel lors des évolutions dans les dépôts ;
- insuffisance de l'échappement ;
- mais surtout une chauffe anormalement élevée des boîtes de l'essieu coudé lors d'efforts prolongés.

Tous ces problèmes furent résolus de plus ou moins bonnes manières sauf pour la chauffe des boîtes, ce qui entraîna quelques détresses en ligne.
Les locomotives des lots 2 et 3 bénéficièrent dès leurs constructions des améliorations des locomotives du lot 1 et cette arrivée de machines neuves permit la création des affectations de Montluçon et Brive.
Si par définition ces machines étaient conçues pour la remorque des trains de marchandises elles tractèrent néanmoins les trains express sur les lignes : Montluçon - Mont-Dore, Montluçon - Eygurande et Montluçon - Brive où elles firent montre de bonnes qualités grâce un bon poids adhérant et surtout grâce à un diamètre de roues assez élevé pour des Decapod.
À partir des années 1920, il fut procédé au remplacement de l'échappement par un à trèfle qui améliora les performances puis à partir de 1929, 11 locomotives bénéficièrent d'un échappement de type « Kylchap 1K/1T » ce qui entraîna une économie de combustible et d'eau. Pour réaliser encore plus d'économies, il fut décidé, dès 1930, de doter trente locomotives de réchauffeurs d'eau :
- les 6001 à 6005 et les 6031 à 6035 reçurent un réchauffeur de type « ACFI » ;
- les 6006 à 6010 et les 6036 à 6040 reçurent un réchauffeur de type « Worthington » ;
- les 6041 à 6050 reçurent un réchauffeur de type « Dabeg ».

Dans le même but, dix locomotives furent dotées d'injecteur de type « Metcalfe » en lieu et place des injecteurs de type « Friedmann ».
Ces machines furent affectées en priorité dans les dépôts où était assuré le service le plus dur.
En 1934, à la suite de la fusion entre la Compagnie du Chemin de fer de Paris à Orléans et la Compagnie des chemins de fer du Midi, la série fut réimmatriculée 150-001 à 150-070, numérotation qui était prévue depuis la sortie de la Première Guerre mondiale.
En 1935 les locomotives dotées d'un réchauffeur de type « ACFI » furent affectées au dépôt d'Ussel pour effectuer le service express sur la ligne Clermont-Ferrand - Tulle. Cette même année toutes les machines du lot 1 qui étaient équipées de tenders de 12 m3 à deux essieux furent équipées de tenders de 20 m3 à trois essieux comme celle des lots 2 et 3.
Cependant l'électrification de la ligne Paris - Vierzon - Orléans - Tours entraîna des modifications dans les services effectués avec la venue de Mikado de la série 141 PO 5811 à 5960 qui prirent une grande partie des relations express. En 1940 l'électrification de la ligne Limoges - Montauban entraîna une érosion du service marchandise lourd.
En 1938, à la création de la SNCF, la série fut immatriculée : 4-150 A 1 à 70. Malgré tout, une partie de la série était garée sans emploi et seules celles des dépôts d'Ussel et de Montluçon assuraient un service régulier. C'est dans le volant de machines sans emploi que fut prélevée la 4-150 A 30 pour servir de prototype à André Chapelon en vue de la transformation en 160 A 1.
Pendant la Seconde Guerre mondiale, quelques locomotives se retrouvèrent sur la région Est en renfort devant le nombre de machines spoliées par l'occupant. Au sortir de cette période trouble, en 1947, il manquait treize locomotives à l'inventaire.
En 1950, il fut procédé à des essais en vue du remplacement des ultimes représentantes qui commençaient à donner des signes de fatigue. Ces essais se firent avec une 2-151 TQ neuve mais celle-ci malgré un poids adhérent plus important présenta des défauts de vaporisation du fait de la longueur des rampes. De fait, et devant l'électrification et la dieselisation qui conduisit à des mutations de locomotives, le service des 4-150 A fut maintenu. À cette même date, les plus actives étaient les locomotives de Montluçon mais, la venue de locomotives justement chassées par l'électrification et par la dieselisation, à savoir des 5-141 E, provoqua la chute des effectifs et des trains assurés.
Les dernières locomotives s'effacèrent définitivement dans le courant de l'année 1955 bien que la chaudière de la 4-150 A 54 servit de nourrice à vapeur au dépôt de Brive jusqu'en 1969.

## Tenders
C'étaient des locomotives à tender séparé et qui furent de trois types :
- les locomotives du lot 1 étaient munies de construction d'un tender à deux essieux contenant 12 m3 d'eau et 4,5 t de combustible immatriculés : ? à ? qui devinrent les : 4-12 B 501 à 530 en 1938 ;
- les locomotives des lots 2 et 3 furent, elles, dotées d'un tender à trois essieux contenant 20 m3 d'eau et ? t de combustible immatriculés : ? à ? qui devinrent les : 4-20 B 401 à 490 en 1938 ;
- les locomotives des lots 2 et 3 furent aussi dotées d'un tender à trois essieux contenant 20 m3 d'eau et ? t de combustible immatriculés : ? à ? qui devinrent les : 4-20 C 501 à 600 en 1938.

La présence d'aussi petits tenders que les 12 m3, pour d'aussi grosses locomotives, s'explique par le fait que les machines devaient être tournées sur des ponts tournants de 16 m encore nombreux. Par la suite, une grande partie de ces tenders furent remplacés par des 20 m3.

## Caractéristiques
- Longueur totale : 20,18 m
- Surface de grille : 3,86 m2
- Surface de chauffe : 204,16 m2
- Surface de surchauffe : 55,4 m2
- Nombre d'éléments : ?
- Nombre de cylindres : 2 HP et 2 BP
- Diamètre cylindres HP : 460 mm
- Diamètre cylindres BP : 660 mm
- Course cylindres HP : 620 mm
- Course cylindres BP : 650 mm
- Pression de la chaudière : 16 bar
- Diamètre des roues motrices : 1 400 mm
- Diamètre des roues du bissel : 850 mm
- Masse à vide : ? t
- Masse en ordre de marche : entre 85,2 et 86 t
- Masse adhérente : 76,9 t
- Longueur hors tout de la locomotive seule : 12,8 m
- Puissance: ? kW
- Effort de traction maximum : 228 kN
- Vitesse maxi en service : 65 km/h

Tender :
- Tare du tender : 14,15 t
- Capacité en eau : 12 m3
- Capacité en charbon : 5 t
- Masse du tender en ordre de marche : 31,15 t
- Masse totale locomotive + tender : 117,15 t
- Longueur du tender : 5,585 m
- Longueur totale locomotive + tender : 18,385 m

## Préservation
La 4-150 A 65 était prévue pour figurer dans la collection de la Cité du train de Mulhouse avec son tender, le 4-20 B 282 (ex-20282 PO). Mais le tender fut démoli pour mauvais état, et finalement la locomotive ne se retrouva pas au musée. Elle est aujourd'hui exposée sur le rond-point de Mériller en Dordogne (France) grâce à l'association Mériller-Vapeur. L'association l'a repeinte aux couleurs du PO et réimmatriculée « 6065 », une réplique tender de petite capacité créée en partant d'un wagon plat de 1892 et d'une vraie cuve de tender lui a été adjoint,.

## Modélisme
Les 4-150 A ont été reproduites à l'échelle HO par l'artisan Trans-Europ. Ils s'agissait de kit à monter principalement constitué de pièces en laiton.